# La Difficulté d'être
 (novembre 2021).
La Difficulté d'être est un récit autobiographique de Jean Cocteau publié en 1947. Il mêle réflexions, confessions et anecdotes de l'auteur sur la vie de son époque.

## Écriture
Jean Cocteau termine son premier écrit le 5 juillet 1946. Le récit est publié en 1947 et connaît de nombreuses modifications de la part de l'auteur. Il donne une version finale aux éditeurs du Livre de poche en 1963, peu avant sa mort.

### Préface
La préface du livre se conclut par le lieu et la date de son écriture (« Milly, mars 1947 », où il réside dans un domaine) et par une phrase souvent citée à la quatrième couverture du livre[réf. nécessaire] : « En fin de compte, tout s'arrange, sauf la difficulté d'être, qui ne s'arrange pas. »
Il cite notamment des figures telles que Jeanne d'Arc, son « grand écrivain », ou Antigone, son « autre sainte ». Des philosophes sont aussi nommés : Jean-Jacques Rousseau, « exemple de l'esprit de persécution » et David Hume.